# Erwin Weinmann
Pour les articles homonymes, voir Weinmann.
Erwin Weinmann (6 juillet 1909 à Frommenhausen - disparu en 1945, déclaré mort en 1949) était un médecin allemand, SS-Oberführer et Oberst dans le Reichssicherheitshauptamt. Il est chef du Groupe IV D dans la Gestapo (Amt IV) et chef du Einsatzkommando 4a de janvier 1942 à juillet 1943. Il organisa plusieurs massacres de Juifs en Ukraine.

## Jeunesse et carrière
Weinmann naît en 1909 dans un quartier de Tübingen. Son père, instituteur, tombe au front des Flandres pendant la Première Guerre mondiale.
Il commence à travailler pour le NSDAP très jeune, alors qu’il fréquente encore l’école de Rottweil. Il commence en 1927 des études de médecine à l'Université de Tübingen, donnant déjà le ton au sein de l'association des étudiants national-socialistes. Ainsi les quelques professeurs étrangers de l’université sont mis en cause lors de campagnes très agressives. En 1931, il est membre du NSDAP, du NSDStB et de la SA.
En juillet 1932, l'association des étudiants nazis obtient 24 sièges aux élections universitaires (AStA (en)) grâce à l’activisme de Weinmann, inscrit dans les SS depuis le mois de juin. À la fin de ses études, il travaille comme médecin à l’hôpital universitaire de Tübingen jusqu'à l’automne 1936. Avec un certain nombre d’étudiants nazis comme lui, il est approché par le SD et intégré dans le RSHA : Eugen Steimle, Martin Sandberger, Erich Ehrlinger, Ernst Weinmann (de) (son frère), Alfred Rapp, Walter Stahlecker, Rudolf Bilfinger (de)...
À la tête d'un Einsatzkommando du SD, il fait en France nouvellement conquise ses premières expériences de déportation, vol et meurtre. En juin 1941, sur le front russe, il remplace Paul Blobel comme chef du Sonderkommando 4a opérant en Ukraine, puis à l'été 1942, il devient Befehlshaber der Sicherheitspolizei und des SD à Prague.
Il est sans doute tué en mai 1945 lors des combats autour de la ville, même si d’aucuns pensent qu’il a réussi à fuir grâce aux réseaux d'exfiltration nazis au Moyen-Orient et à s'installer à Alexandrie, en Égypte.
Le 9 juin 1949, Weinmann est déclaré mort par le Tribunal d'instance de Reutlingen.

## Décorations
- Croix du Mérite de guerre avec glaives décerné en 1940.